# La piel que habito
La piel que habito es una película dirigida por el director español Pedro Almodóvar, cuyo rodaje finalizó en 2010, y que se estrenó el 2 de septiembre de 2011. Es el decimoctavo largometraje de su carrera y ha recibido diversos galardones, como cuatro premios Goya (entre ellos, a la mejor actriz protagonista) y el BAFTA a la mejor película extranjera. Está basada en la novela de 1984 Mygale, del escritor francés Thierry Jonquet.

## Argumento
En Toledo, en 2012, el doctor Robert Ledgard (Antonio Banderas) vive en El Cigarral, una mansión en las afueras de la ciudad donde tiene su laboratorio y quirófano personales. Allí mantiene cautiva a una joven que ese día ha intentado suicidarse cortándose las venas; Ledgard logra salvarla pero se muestra molesto por la fragilidad de la piel. Posteriormente, usa plasma animal para crear piel sintética que injerta en la muchacha. Atándola en la camilla de su laboratorio experimenta apoyándole la llama de un soplete y posteriormente un mosquito que intenta picarla; curiosamente, ninguno de los dos logra lastimarla. 
Tras esto se ve al doctor exponiendo en el instituto de biotecnología donde trabaja que ha creado con éxito piel sintética a la que llama "Gal", que no sufre quemaduras y es inmune a las picaduras de insecto, declarando así que gracias a esto las personas no solo estarán a salvo de ser lastimadas o desfiguradas por accidentes, también podrán erradicar enfermedades como la malaria. Aunque Ledgard anuncia que solo se ha probado en ratones atímicos, tras su disertación el presidente de la compañía lo interroga y lo hace reconocer que ha diseñado la piel integrando atributos del ADN de los cerdos para mejorar las defensas de la piel: su superior se muestra molesto ya que esto viola las convenciones de experimentación y aunque en lo personal lo apoya le advierte será denunciado de continuar. Ledgard se excusa explicando que lo hizo como un experimento personal en memoria de Gal, su esposa fallecida en un accidente y con solo saber que ha logrado crearla se da por satisfecho por lo que asegura abandonará su investigación.
La joven cautiva, llamada Vera, es vigilada con la ayuda de Marilia (Marisa Paredes), el ama de llaves. Durante el Carnaval, el Dr. Ledgard se ausenta y Zeca (Roberto Álamo), el hijo de Marilia, llega a la mansión disfrazado de tigre tras haber cometido un robo e implorando a su madre que lo esconda. Una vez allí descubre a Vera, a quien confunde con Gal. Marilia se niega a darle cobijo y mucho menos dejarle ver a Vera, pero Zeca no se deja amedrentar: quiere acostarse con la joven así que reduce a su madre y viola a Vera, quien le pide que a cambio le ayude a escapar de su cautiverio.
Robert vuelve a su casa y al ver a Zeca abusando de Vera lo acribilla. Mientras Robert se deshace del cuerpo, Marilia le confiesa a Vera que es madre tanto de Zeca como de Robert, si bien son de distintos padres y ninguno de los dos hombres sabe de su relación sanguínea. La diferencia es que mientras Zeca era hijo de un criado que trabajó en la casa, Robert era fruto de sus relaciones con el patrón, por lo que fue adoptado por este, ya que su esposa era estéril, mientras Zeca se crio con ella pero huyó muy joven y se dedicó a sobrevivir en la calle traficando droga. Según la anciana, siente que todo lo que ha pasado es su culpa ya que ambos hombres en cierta medida estaban locos y siente que ella es quien se los ha heredado.
Vera se muestra confusa ya que Zeca le hablaba como si la conociera desde hace mucho, Marilia le explica que su rostro es idéntico al de Gal y para que entienda todo lo que acaba de suceder, relata como es que hace doce años Zeca la visitó y reapareció en la vida de Robert, quien en ese entonces estaba casado con una mujer llamada Gal. Zeca se convirtió en el amante de ésta, decidiendo huir juntos; sin embargo, mientras se fugaban sufrieron un terrible accidente automovilístico en el cual Zeca quedó ileso y escapó, pero Gal sufrió horribles quemaduras en la totalidad de su cuerpo. Gal fue rescatada y atendida por Robert hasta que logró restablecerse, pero dado que su cuerpo quedó gravemente desfigurado, este ordenó que la casa se mantuviera a oscuras y sin espejos. Un día Gal oyó a su hija Norma cantando en el patio y al asomarse a la ventana pudo ver su reflejo en los cristales; no pudiendo asumir su nuevo aspecto, saltó desde la ventana de su habitación y cayó frente a la niña. Norma, testigo del suicidio, tuvo que recibir tratamiento psiquiátrico debido al trauma. Tras esto Robert despidió a Marilia y el resto de la servidumbre viviendo solo a partir de ese momento.
La historia retrocede hasta el 2006 y muestra a Vicente, un joven que vive con su madre y la ayuda en su humilde tienda de vestidos de un pueblo gallego indeterminado que él aborrece y del que quiere emigrar. Vicente constantemente intenta coquetear con Cristina, su compañera de trabajo, aunque sin éxito debido a que a ella le atraen las mujeres.
Norma, siendo ya una adolescente y mostrando por fin cierta mejoría, sale temporalmente del centro psiquiátrico para acudir a una boda acompañando a su padre. Durante la fiesta, celebrada en un pazo en el pueblo de Vicente, Norma coincide con el muchacho y se sienten atraídos; este la seduce y van a los parterres del recinto donde se drogan e intentan tener relaciones sexuales. En medio del acto Norma oye a la banda de la boda interpretar la misma canción que cantaba durante el suicidio de su madre; esto reaviva su trauma y hace que le pida a Vicente que desista. Llevada por el pánico, le muerde la mano y el joven, asustado y bajo el efecto de las drogas, le da un golpe en la cabeza, dejándola inconsciente y huyendo en su motocicleta.
Robert encuentra a su hija a los pocos minutos, habiéndose cruzado con un joven en moto al que ya no puede alcanzar. Al recuperar Norma la consciencia, el acto sexual, las drogas, su trauma, el golpe, Vicente y Robert se han mezclado y distorsionado de tal forma en su mente que no puede evitar ver a su padre como un agresor y sufre una crisis nerviosa mucho más aguda. Sin más remedio, es enviada de nuevo al psiquiátrico en peor estado que antes y como consecuencia, se suicida saltando por la ventana de su habitación igual que su madre.
Robert, tras identificar al muchacho, lo secuestra y lanza la moto de Vicente al acantilado de Finisterre para simular un suicidio o accidente y que las fuerzas del orden desistan de buscarlo. Lo confina en un cobertizo bajo pésimas condiciones, hasta el día del entierro de Norma, cuando decide practicarle una operación. Robert engaña a su colega Fulgencio y su equipo médico para que le ayude a operar a Vicente, diciéndole que era una operación consentida por un paciente que desea anonimato. Al despertar del procedimiento Robert revela que lo ha sometido a un cambio de sexo; posteriormente, y a través de numerosas operaciones, Robert retira la piel del joven y la reemplaza con su versión sintética, dándole al cuerpo del muchacho aspecto femenino.
Tras seis años de operaciones y vejaciones, Robert ha convertido a Vicente en una representación de su esposa fallecida y lo bautiza como Vera Cruz. Durante su encierro y tras haber sido transformado intenta repetidamente escapar e incluso suicidarse sin éxito; pero un día ve en televisión un documental sobre yoga, donde la maestra señala que esta disciplina enseña a jamás confundir el cuerpo con la esencia y como es que lograr esto es su objetivo esencial, Vera logra que Robert le lleve manuales y cursos de yoga que practica con mucha entrega, aunque el doctor desconoce la real motivación que la mueve. Al poco tiempo y ya completa la trasformación, Robert recontrata a Marilia, pidiendo que le ayude con los cuidados de la casa; aun así la mujer no puede evitar desconfiar instintivamente de Vera y su semejanza con Gal.
De vuelta en 2012, tras la muerte de Zeca, Vicente está convertido completamente en una mujer, ha aceptado como suyo el nombre de Vera y está cooperando con Robert. Fulgencio lee una noticia sobre la desaparición de Vicente y tras ver las fotos ata cabos comprendiendo que es el paciente anónimo de hace seis años y que Robert los engañó.
Fulgencio acusa a Robert de falsificar documentos, secuestrar, cambiar el sexo de Vicente contra su voluntad y experimentar ilegalmente con él, amenazando exponerlo si no cede su mansión al instituto de biotecnología para ser usada como clínica para pacientes importantes. Cuando todo parecía perdido para el doctor Ledgard, quien llega a amenazar de muerte a Fulgencio para que no revele la verdad, aparece Vera apoyándolo y asegurando que todo lo que hizo fue consentido. Habiéndose ganado la confianza de Robert, este accede a mantener relaciones sexuales con Vera. Sin embargo, aprovechando la situación, Vera se excusa para salir de la habitación y apoderarse de la pistola de Robert con la que lo mata; luego hace lo mismo con Marilia, por haber sido cómplice de su secuestro.
Finalmente Vera vuelve a la tienda de su madre y confiesa a Cristina que es Vicente; cuando la convence, ambos se disponen a revelar juntos la verdad a la madre.

## Rodaje y estreno
La película llegó a los cines españoles el 2 de septiembre de 2011. Inicialmente su estreno estaba previsto para marzo, pero el productor Agustín Almodóvar afirmó que el estreno se atrasaba al 2 de septiembre de 2011, como reacción al fracaso de la nueva Ley de Propiedad Intelectual (más conocida como Ley Sinde). Según Agustín, «lo que ha pasado en las últimas horas nos obliga a una nueva estrategia con nuestro nuevo trabajo, La piel que habito. Retrasaremos a otoño su estreno, por primera vez, y como si fuéramos una major americana ―que no lo somos― lo haremos a la vez en todo el mundo. Y eso es, para nosotros, un desastre. Pero no nos queda otro remedio».
Financieramente, la película no fue un éxito de taquilla, ya que el presupuesto se disparó hasta 10.000.000 euros, mientras que la recaudación apenas llegó a 4.620.000 euros. Los datos estadísticos hablan de una asistencia por debajo de 694.000 espectadores. Se pueden barajar varias causas para estos resultados, aunque a nivel internacional la película sí puede calificarse de éxito debido a que recaudó 20.000.000 euros en todo el mundo.
De este proyecto, Almodóvar dice: «Me ha atrapado La piel que habito, un material muy nuevo a todo lo anterior porque me ha pillado en pleno cambio. Me veo como una persona de mediana edad que, como no quise celebrar los cuarenta, cuando llegué a los cincuenta tuve que pasar la crisis de las dos décadas».
Según sus palabras, «Es una historia durísima de venganza, con chicos y chicas y un personaje muy diabólico que me está costando ponerme en su piel».
También ha declarado que esta película es un «intenso drama que a veces se inclina por el noir, a veces por la ciencia ficción y otras por el terror». Al término del rodaje de La piel que habito, el director declaró que sus películas siempre han sido «difíciles de clasificar en cuanto a género, porque suelo mezclar varios, y cuando hay uno que predomina no respeto todas las reglas», explicó el cineasta.
Aunque en diversas ocasiones Pedro Almodóvar había afirmado que contaba con Penélope Cruz para este proyecto, finalmente por problemas de agenda con Penélope dio el papel a Elena Anaya, a quien acompaña Antonio Banderas, que interpreta a un cirujano sin escrúpulos. Previamente al rodaje Almodóvar aseguró que retrataría una situación límite que afectaba a dos personajes y que sería una película de terror, pero sin gritos ni sustos.
Según la revista Variety este proyecto es la adaptación cinematográfica de la novela Tarántula (de Thierry Jonquet) publicada en 1995 y, tras años escribiendo diferentes versiones (tal y como pasó con La mala educación), Pedro Almodóvar finalmente decidía rodarla.
Tal y como Pedro Almodóvar informaba en la conferencia de prensa del Festival de Cannes de 2011, donde la película se presentó, la única referencia cinematográfica clara y directa de La piel que habito la encontramos en Les yeux sans visage.[cita requerida]
El rodaje de la película se hizo en un cigarral de Toledo e incluyó a su vez localidades gallegas como Santiago de Compostela o el Pazo de Oca (La Estrada).
La película incluye alusiones al arte de Louise Bourgeois y los decorados incluyen un cuadro de Guillermo Pérez Villalta (propiedad del mismo Almodóvar), varios collages de Juan Gatti y reproducciones a gran tamaño de dos pinturas de Tiziano: La Venus de Urbino y Venus y un organista. Jean-Paul Gaultier colaboró en labores de vestuario.
El 10 de enero de 2012 la película fue nominada por la Academia de las Artes y las Ciencias Cinematográficas de España a los Premios Goya de los que obtuvo 4 premios de los 16 a los que estaba nominada.

## Reparto
- Antonio Banderas - Robert Ledgard
- Elena Anaya - Vera Cruz
- Marisa Paredes - Marilia
- Jan Cornet - Vicente
- Susi Sánchez - madre de Vicente
- Bárbara Lennie - Cristina
- Roberto Álamo - Zeca
- Blanca Suárez - Norma Ledgard
- Ana Mena - Norma Ledgard (niña)
- Fernando Cayo - psiquiatra de Norma
- José Luis Gómez - jefe de Robert
- Eduard Fernández - Fulgencio

## Críticas
Según Blanco y Negro Cine, Almodóvar «combina en esta nueva entrega dos elementos esenciales para el éxito de una película: un buen ritmo y una historia interesante y original». También pregona «una imagen y una banda sonora adecuados al filme» donde «una estética típica del realizador, llena de colores, elegancia y depuración, se mezcla con una edición excelente». Le otorga a la película una nota de 3,5/5, recomendándola enérgicamente.

## Premios
Premios BAFTA
| Categoría                          | Resultado |
| ---------------------------------- | --------- |
| Mejor película de habla no inglesa | Ganadora  |

XXVI edición de los Premios Goya
| Categoría                     | Persona                                    | Resultado  |
| ----------------------------- | ------------------------------------------ | ---------- |
| Mejor película                | Mejor película                             | Candidata  |
| Mejor director                | Pedro Almodóvar                            | Candidato  |
| Mejor actriz protagonista     | Elena Anaya                                | Ganadora   |
| Mejor actor protagonista      | Antonio Banderas                           | Candidato  |
| Mejor actriz revelación       | Blanca Suárez                              | Candidata  |
| Mejor actor revelación        | Jan Cornet                                 | Ganador    |
| Mejor guion adaptado          | Pedro Almodóvar                            | Candidato  |
| Mejor música original         | Alberto Iglesias                           | Ganador    |
| Mejor fotografía              | José Luis Alcaine                          | Candidato  |
| Mejor montaje                 | José Salcedo                               | Candidato  |
| Mejor dirección artística     | Antxón Gómez                               | Candidato  |
| Mejor dirección de producción | Toni Novella                               | Candidato  |
| Mejor diseño de vestuario     | Paco Delgado                               | Candidato  |
| Mejor maquillaje y peluquería | Karmele Soler David Martí Manolo Carretero | Ganadores  |
| Mejor sonido                  | Iván Marín Marc Orts Pelayo Gutiérrez      | Candidatos |
| Mejor efectos especiales      | Reyes Abades Eduardo Díaz                  | Candidatos |

Fotogramas de Plata 2011
| Categoría            | Persona          | Resultado |
| -------------------- | ---------------- | --------- |
| Mejor actriz de cine | Elena Anaya      | Ganadora  |
| Mejor actor de cine  | Antonio Banderas | Candidato |

XXI edición de los Premios de la Unión de Actores
| Categoría                         | Persona          | Resultado |
| --------------------------------- | ---------------- | --------- |
| Mejor actriz protagonista de cine | Elena Anaya      | Candidata |
| Mejor actor protagonista de cine  | Antonio Banderas | Candidato |
| Mejor actriz de reparto de cine   | Marisa Paredes   | Candidata |
| Mejor actriz de reparto de cine   | Susi Sánchez     | Candidata |
| Mejor actor revelación            | Jan Cornet       | Ganador   |

56.ª edición de los Premios Sant Jordi
| Categoría                                       | Resultado |
| ----------------------------------------------- | --------- |
| Rosa de Sant Jordi a la mejor película española | Ganadora  |

Otros premios y nominaciones
| Premios                                               | Categoría                                   | Resultado |
| ----------------------------------------------------- | ------------------------------------------- | --------- |
| Festival Internacional de Cine de Cannes              | Premio de la Juventud                       | Ganadora  |
| Globos de Oro                                         | Mejor Película Extranjera                   | Nominada  |
| Premios Satellite                                     | Mejor Película de Habla No Inglesa          | Ganadora  |
| Premios del cine europeo                              | Mejor Compositor - Alberto Iglesias         | Nominado  |
| Premios del cine europeo                              | Mejor Diseño de producción - Antxón Gómez   | Nominado  |
| Festival de Cine Latin Beat de Japón                  | Premio Mejor Película                       | Ganadora  |
| Premios Saturn                                        | Mejor Película Internacional                | Ganadora  |
| Premios Saturn                                        | Mejor Actor Protagonista – Antonio Banderas | Nominado  |
| Premios Saturn                                        | Mejor Actriz Protagonista – Elena Anaya     | Nominada  |
| Premios Saturn                                        | Mejor Maquillaje – David Martí              | Nominado  |
| Premios Satellite                                     | Mejor Película de Habla No Inglesa          | Ganadora  |
| Fotogramas de Plata                                   | Mejor Actriz de cine - Elena Anaya          | Ganadora  |
| Fotogramas de Plata                                   | Mejor Actor de cine - Antonio Banderas      | Nominado  |
| Premios José María Forqué                             | Mejor Película                              | Nominada  |
| Premios José María Forqué                             | Mejor Actriz de cine - Elena Anaya          | Ganadora  |
| Asociación de Críticos Cinematográficos de Washington | Mejor Película Extranjera                   | Ganadora  |

- Premio especial del público a la mejor película en el Festival del Cine y la Palabra (CiBRA).[22]
- Premio a la película con mejor difusión internacional en el Euro Film Festival de Marbella.